# CSS Flexible Box Layout
O CSS Flexible Box Layout, conhecido como Flexbox, é um modelo de layout da Web CSS3. Está no estágio de recomendação de candidatos (CR) do W3C. O layout flexível permite que os elementos responsivos dentro de um contêiner sejam organizados automaticamente, dependendo do tamanho da tela (ou dispositivo).